# Lista de presidentes da Chechênia

Brasão de armas da Chechênia

O Presidente da República da Chechênia é o mais alto cargo dentro do Governo da Chechênia. O país começou como República montanhosa do Cáucaso do Norte proclamada em 1917 pelo então primeiro presidente Tapa Tchermoeff e depois foi tomado por comunistas que então foi proclamada a República Autónoma Socialista Soviética da Checheno-Inguchétia liderado pelo então segundo líder Yefrem Eshba, unindo os dois países Chechênia e Inguchétia. o líder após esse governo era líder dos dois países. Após a Dissolução da União Soviética em 1991 o governo comunista deixou o poder, houve o golpe militar liderado por Djokhar Dudaiev, que mais tarde tornaria-se presidente, que depôs o presidente Doku Zavgaev. Enquanto a Inguchétia liderado por Ruslan Aushev separou o país então dividido. Após esta ocasião Ruslan Aushev tornou-se presidente da Inguchétia.

## República Chechena da Ichkeria
após 1991 a República Chechena da Ichkeria foi proclamada por Djokhar Dudaiev derrubando o presidente Doku Zavgaev.
Após tempos o presidente Djokhar Dudaiev foi morto em 21 de abril de 1996 o que causou mais conflito durante a Primeira Guerra da Chechênia. Quando acabou a guerra assumiu o presidente Aslan Maskhadov sendo presidente de 1997 até 2003, sendo deposto pelo líder nacionalista Akhmad Kadyrov, dando apoio a Rússia. Mas em maio de 2004 Akhmad Kadyrov foi assassinado em público, enquanto assistia a um desfile. Em 2005 Aslan Maskhadov, durante a Segunda Guerra na Chechênia tentou tomar o poder de volta, mas foi morto por uma bomba. Alu Alkhanov foi designado presidente até 2006 mas foi impedido de continuar no poder por Abdul-Halim Sadulayev, que acabou morto na guerra em 2007. Foi sucedido por Dokka Umarov, que acabou sendo deposto em 2007.

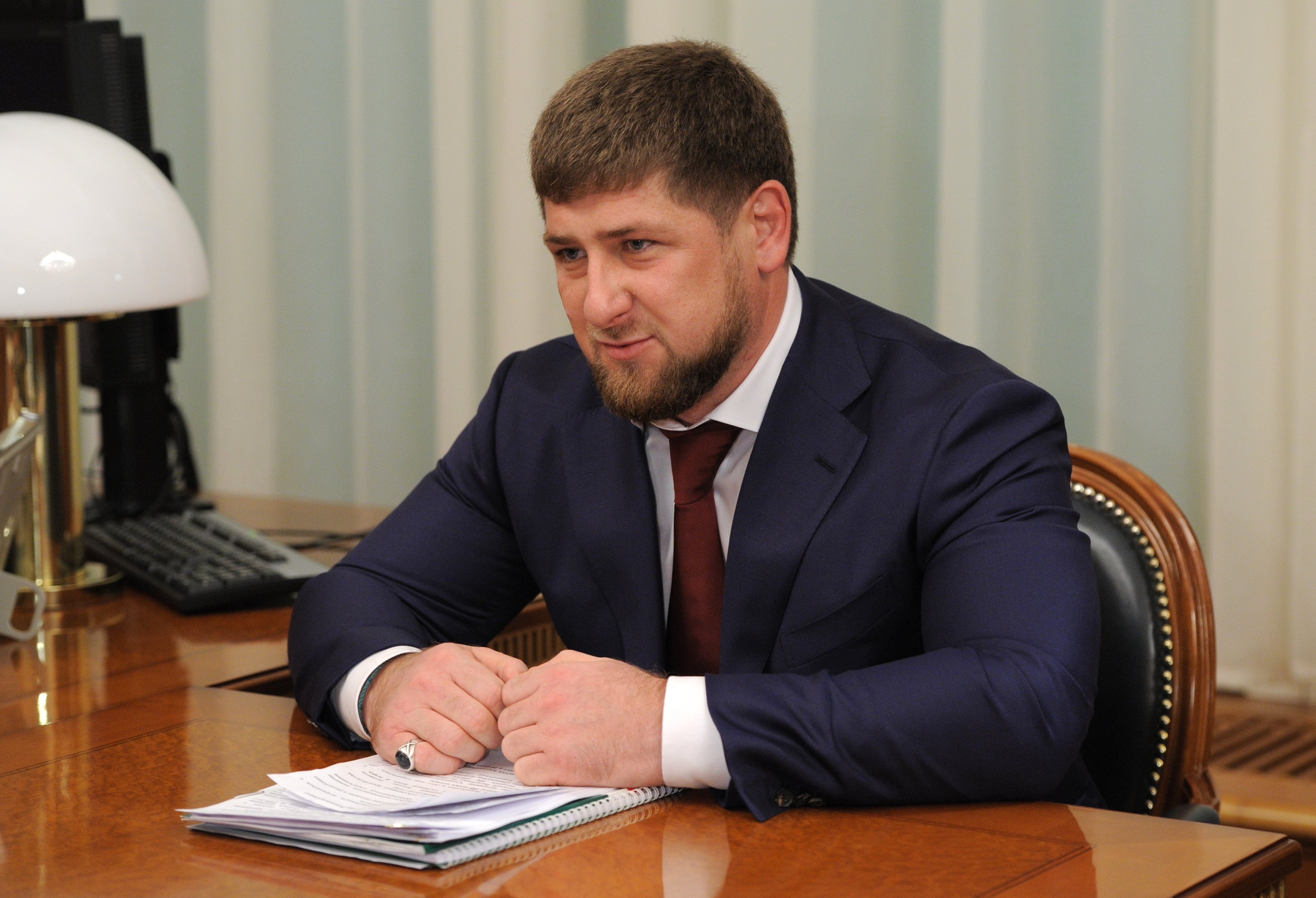
Ramzan Kadyrov o atual presidente do país

## Restauração do Governo
Em 2007 Alu Alkhanov foi outra vez posto na presidência até sua sucessão em 2007, na qual o cargo estava destinado ao filho de seu predecessor. Ramzan Kadyrov tornou-se presidente, era filho do ex-presidente Akhmad Kadyrov. Hoje o presidente Ramzan Kadyrov continua no cargo.

## Presidentes
| Nome                            | Imagem | Início do mandato       | Fim do mandato          |
| ------------------------------- | ------ | ----------------------- | ----------------------- |
| 1 Tapa Tchermoeff               |        | 11 de Maio de 1917      | Janeiro de 1920         |
| 2 Yefrem Eshba                  |        | Janeiro de 1920         | 16 de abril de 1936     |
| 3 Ali Marshak Gorchkhanov       |        | 16 de abril de 1936     | 1954                    |
| 4 Muslim Gayrbekovich Gayrbekov |        | 1936                    | 1971                    |
| 5 Aleksandr Vlasov              |        | julho de 1975           | 31 de julho de 1984     |
| 6 Doku Zavgaev                  |        | 31 de julho de 1984     | 9 de Novembro de 1991   |
| 7 Djokhar Dudaiev               |        | 9 de Novembro de 1991   | 21 de Abril de 1996     |
| 8 Aslan Maskhadov               |        | 21 de Abril de 1996     | 5 de Outubro de 2003    |
| 9 Akhmad Kadyrov                |        | 5 de Outubro de 2003    | 9 de Maio de 2004       |
| 10 Abdul-Halim Sadulayev        |        | 9 de Maio de 2004       | 17 de junho de 2006     |
| 11 Dokka Umarov                 |        | 17 de junho de 2006     | 15 de Fevereiro de 2007 |
| 12 Alu Alkhanov                 |        | 15 de Fevereiro de 2007 | 15 de Fevereiro de 2007 |
| 13 Ramzan Kadyrov               |        | 15 de Fevereiro de 2007 | Atualidade              |